# Йосікава (Сайтама)

35°53′28″ пн. ш. 139°50′29″ сх. д. / 35.89111° пн. ш. 139.84139° сх. д.
Йосіка́ва (яп. 吉川市, よしかわし, МФА: [joɕi̥kawa ɕi̥]) — місто в Японії, в префектурі Сайтама.

## Короткі відомості
Розташоване в східній частині префектури, в межиріччі річок Нака й Едо. Виникло на основі середньовічних рисівницьких поселень та торгового містечка, що перебували під безпосереднім контролем сьоґунату Токуґава. Основою економіки є харчова промисловість виробництво електротоварів, комерція. Станом на 1 жовтня 2008 площа міста становила 31,62 км². Станом на 1 січня 2009 населення міста становило 63 923 осіб.

## Міста-побратими
- Lake Oswego, США (1996)
- Ітіносекі, Японія (1997)